# Girls with guns

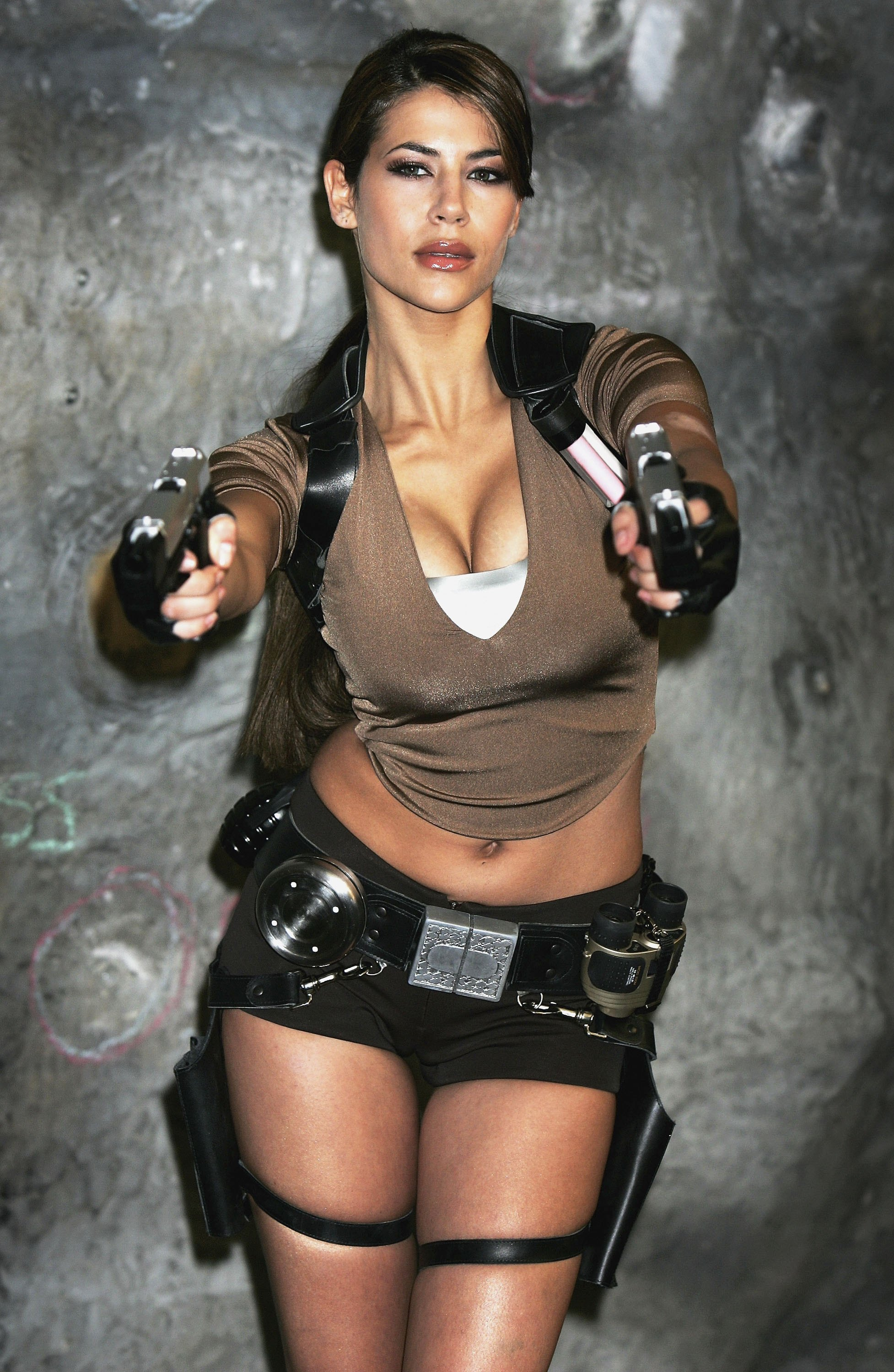
Karima Adebibe nei panni di Lara Croft

Girls with guns è un sottogenere di film d'azione, in particolare di Hong Kong, dove il protagonista è una donna dal carattere forte, inserita in un contesto moderno. Il genere comporta l'uso di armi da fuoco, acrobazie e arti marziali. Alcune delle più note combattenti femminili al pubblico occidentale sono Maggie Q, Michelle Yeoh, Zhang Ziyi, Cynthia Rothrock, Angela Mao Ying, Cheng Pei-pei e Luna Lee.

## Storia
Il genere ha avuto inizio nel 1966 quando l'allora sconosciuta Cheng Pei-pei ha recitato per Studio Shaw nel film, Come Drink with Me (1966), primo film a coniugare il cinema d'azione di Hong Kong con una donna come protagonista.
Il successo di Cheng Pei-pei proseguì con il film Golden Swallow (1968). Angela Mao Ying, più nota al pubblico occidentale per avere interpretato la sfortunata sorella del personaggio di Bruce Lee in I 3 dell'Operazione Drago, ha iniziato a emergere nel 1972 con il film come Lady Kung Fu e successivamente con le pellicole Taekwondo Strike e Lady Whirlwind.
All'inizio degli anni '80, i cambiamenti nell'industria cinematografica di Hong Kong vedono apparire per il genere dei volti nuovi Michelle Yeoh e l'artista marziale Cynthia Rothrock. Le due attrici hanno recitato nel film diretto da Corey Yuen Yes Madam. Il film fu un successo, rilanciò il genere e rese famose le due protagoniste.
A metà degli anni 1980 molti film di arti marziali erano caratterizzati, come protagonista o co-protagonista, da un personaggio femminile. Le attrici Jade Leung, Yukari Oshima, Cynthia Khan e Joyce Godenzi, hanno assunto rilievo in ruoli analoghi.
Anche il cinema americano venne contaminato dal genere e, dal 1990, con il film Girl with guns, fu oggetto d'attenzione non solo dagli appassionati, ma anche dai media. L'evoluzione del genere ha visto negli anni 2000 la produzione e il successo di film come Lara Croft: Tomb Raider, So Close, Æon Flux - Il futuro ha inizio e Ultraviolet.

## Film
- A sangue freddo - Beyond Hypothermia
- Lady Kung Fu
- L'angelo della vendetta
- Nikita
- Ghost in the Shell
- Tank Girl
- Fudoh: The New Generation
- Barb Wire
- Lara Croft: Tomb Raider
- Pistol Opera
- So Close
- Resident Evil
- Ballistic
- Underworld
- Kill Bill
- Æon Flux - Il futuro ha inizio
- Ultraviolet
- Underworld: Evolution
- Yo-Yo Girl Cop
- Grindhouse - Planet Terror
- Tokyo Gore Police
- Wanted - Scegli il tuo destino
- The Machine Girl
- Salt
- Sucker Punch